# Medaliści mistrzostw świata w kolarstwie przełajowym (elita)
Pełna lista medalistów mistrzostw świata w kolarstwie przełajowym mężczyzn w kategorii elite.

## Medaliści
| Rok i miejsce            | Złoto                | Srebro                 | Brąz                   |
| ------------------------ | -------------------- | ---------------------- | ---------------------- |
| 1950 Paryż               | Jean Robic           | Roger Rondeaux         | Pierre Jodet           |
| 1951 Luksemburg          | Roger Rondeaux       | André Dufraisse        | Pierre Jodet           |
| 1952 Genewa              | Roger Rondeaux       | André Dufraisse        | Albert Meier           |
| 1953 Oñati               | Roger Rondeaux       | Gilbert Bauvin         | André Dufraisse        |
| 1954 Crenna              | André Dufraisse      | Pierre Jodet           | Hans Bieri             |
| 1955 Saarbrücken         | André Dufraisse      | Hans Bieri             | Amerigo Severini       |
| 1956 Luksemburg          | André Dufraisse      | Georges Meunier        | Emmanuel Plattner      |
| 1957 Edelare             | André Dufraisse      | Firmin Van Kerrebroeck | Georges Meunier        |
| 1958 Limoges             | André Dufraisse      | Amerigo Severini       | Rolf Wolfshohl         |
| 1959 Genewa              | Renato Longo         | Rolf Wolfshohl         | Amerigo Severini       |
| 1960 Tolosa              | Rolf Wolfshohl       | Arnold Hungerbühler    | Robert Aubry           |
| 1961 Hanower             | Rolf Wolfshohl       | Renato Longo           | André Dufraisse        |
| 1962 Esch-sur-Alzette    | Renato Longo         | Maurice Gandolfo       | André Dufraisse        |
| 1963 Calais              | Rolf Wolfshohl       | Renato Longo           | André Dufraisse        |
| 1964 Overboelare         | Renato Longo         | Roger De Clercq        | Joseph Mahé            |
| 1965 Cavaria             | Renato Longo         | Rolf Wolfshohl         | Amerigo Severini       |
| 1966 Beasain             | Eric De Vlaeminck    | Hermann Gretener       | Rolf Wolfshohl         |
| 1967 Zurych              | Renato Longo         | Rolf Wolfshohl         | Hermann Gretener       |
| 1968 Luksemburg          | Eric De Vlaeminck    | Hermann Gretener       | Michel Pelchat         |
| 1969 Magstadt            | Eric De Vlaeminck    | Rolf Wolfshohl         | Renato Longo           |
| 1970 Zolder              | Eric De Vlaeminck    | Albert Van Damme       | Rolf Wolfshohl         |
| 1971 Apeldoorn           | Eric De Vlaeminck    | Albert Van Damme       | René De Clercq         |
| 1972 Praga               | Eric De Vlaeminck    | Rolf Wolfshohl         | Hermann Gretener       |
| 1973 Londyn              | Eric De Vlaeminck    | André Wilhelm          | Rolf Wolfshohl         |
| 1974 Vera de Bidasoa     | Albert Van Damme     | Roger De Vlaeminck     | Peter Frischknecht     |
| 1975 Melchnau            | Roger De Vlaeminck   | Albert Zweifel         | Peter Frischknecht     |
| 1976 Chazay-d’Azergues   | Albert Zweifel       | Peter Frischknecht     | André Wilhelm          |
| 1977 Hanower             | Albert Zweifel       | Peter Frischknecht     | Eric De Vlaeminck      |
| 1978 Amorebieta          | Albert Zweifel       | Peter Frischknecht     | Klaus-Peter Thaler     |
| 1979 Saccolongo          | Albert Zweifel       | Gilles Blaser          | Robert Vermeire        |
| 1980 Wetzikon            | Roland Liboton       | Klaus-Peter Thaler     | Hennie Stamsnijder     |
| 1981 Tolosa              | Hennie Stamsnijder   | Roland Liboton         | Albert Zweifel         |
| 1982 Lanarvily           | Roland Liboton       | Albert Zweifel         | Hennie Stamsnijder     |
| 1983 Birmingham          | Roland Liboton       | Albert Zweifel         | Klaus-Peter Thaler     |
| 1984 Oss                 | Roland Liboton       | Hennie Stamsnijder     | Albert Zweifel         |
| 1985 Monachium           | Klaus-Peter Thaler   | Adrie van der Poel     | Claude Michely         |
| 1986 Lembeek             | Albert Zweifel       | Pascal Richard         | Hennie Stamsnijder     |
| 1987 Mladá Boleslav      | Klaus-Peter Thaler   | Danny De Bie           | Christophe Lavainne    |
| 1988 Hägendorf           | Pascal Richard       | Adrie van der Poel     | Beat Breu              |
| 1989 Pontchâteau         | Danny De Bie         | Adrie van der Poel     | Christophe Lavainne    |
| 1990 Getxo               | Henk Baars           | Adrie van der Poel     | Bruno le Bras          |
| 1991 Gieten              | Radomír Šimůnek      | Adrie van der Poel     | Bruno le Bras          |
| 1992 Leeds               | Mike Kluge           | Karel Camrda           | Adrie van der Poel     |
| 1993 Azzano Decimo       | Dominique Arnould    | Mike Kluge             | Wim de Vos             |
| 1994 Koksijde            | Paul Herijgers       | Richard Groenendaal    | Erwin Vervecken        |
| 1995 Eschenbach          | Dieter Runkel        | Richard Groenendaal    | Beat Wabel             |
| 1996 Montreuil           | Adrie van der Poel   | Daniele Pontoni        | Luca Bramati           |
| 1997 Monachium           | Daniele Pontoni      | Thomas Frischknecht    | Luca Bramati           |
| 1998 Middelfart          | Mario De Clercq      | Erwin Vervecken        | Henrik Djernis         |
| 1999 Poprad              | Mario De Clercq      | Erwin Vervecken        | Adrie van der Poel     |
| 2000 Sint-Michielsgestel | Richard Groenendaal  | Mario De Clercq        | Sven Nys               |
| 2001 Tabor               | Erwin Vervecken      | Petr Dlask             | Mario De Clercq        |
| 2002 Zolder              | Mario De Clercq      | Tom Vannoppen          | Sven Nys               |
| 2003 Monopoli            | Bart Wellens         | Mario De Clercq        | Erwin Vervecken        |
| 2004 Pontchâteau         | Bart Wellens         | Mario De Clercq        | Sven Vanthourenhout    |
| 2005 St. Wendel          | Sven Nys             | Erwin Vervecken        | Sven Vanthourenhout    |
| 2006 Zeddam              | Erwin Vervecken      | Bart Wellens           | Francis Mourey         |
| 2007 Hooglede-Gits       | Erwin Vervecken      | Jonathan Page          | Enrico Franzoi         |
| 2008 Treviso             | Lars Boom            | Zdeněk Štybar          | Sven Nys               |
| 2009 Hoogerheide         | Niels Albert         | Zdeněk Štybar          | Sven Nys               |
| 2010 Tabor               | Zdeněk Štybar        | Klaas Vantornout       | Sven Nys               |
| 2011 St. Wendel          | Zdeněk Štybar        | Sven Nys               | Kevin Pauwels          |
| 2012 Koksijde            | Niels Albert         | Rob Peeters            | Kevin Pauwels          |
| 2013 Louisville          | Sven Nys             | Klaas Vantornout       | Lars van der Haar      |
| 2014 Hoogerheide         | Zdeněk Štybar        | Sven Nys               | Kevin Pauwels          |
| 2015 Tabor               | Mathieu van der Poel | Wout Van Aert          | Lars van der Haar      |
| 2016 Zolder              | Wout Van Aert        | Lars van der Haar      | Kevin Pauwels          |
| 2017 Sanem               | Wout Van Aert        | Mathieu van der Poel   | Kevin Pauwels          |
| 2018 Valkenburg          | Wout Van Aert        | Michael Vanthourenhout | Mathieu van der Poel   |
| 2019 Bogense             | Mathieu van der Poel | Wout Van Aert          | Toon Aerts             |
| 2020 Dübendorf           | Mathieu van der Poel | Thomas Pidcock         | Toon Aerts             |
| 2021 Ostenda             | Mathieu van der Poel | Wout Van Aert          | Toon Aerts             |
| 2022 Fayetteville        | Thomas Pidcock       | Lars van der Haar      | Eli Iserbyt            |
| 2023 Hoogerheide         | Mathieu van der Poel | Wout Van Aert          | Eli Iserbyt            |
| 2024 Tabor               | Mathieu van der Poel | Joris Nieuwenhuis      | Michael Vanthourenhout |
| 2025 Liévin              | Mathieu van der Poel | Wout Van Aert          | Thibau Nys             |

## Tabela medalowa
Stan po MŚ 2025.
| Miejsce | Państwo           |    |    |    | Razem |
| ------- | ----------------- | -- | -- | -- | ----- |
| 1.      | Belgia            | 30 | 26 | 25 | 81    |
| 2.      | Holandia          | 12 | 12 | 9  | 33    |
| 3.      | Francja           | 10 | 8  | 16 | 34    |
| 4.      | Szwajcaria        | 7  | 13 | 11 | 31    |
| 5.      | Niemcy            | 6  | 7  | 6  | 19    |
| 6.      | Włochy            | 6  | 4  | 7  | 17    |
| 7.      | Czechy            | 3  | 3  | 0  | 6     |
| 8.      | Czechosłowacja    | 1  | 1  | 0  | 2     |
| 8.      | Wielka Brytania   | 1  | 1  | 0  | 2     |
| 10.     | Stany Zjednoczone | 0  | 1  | 0  | 1     |
| 11.     | Dania             | 0  | 0  | 1  | 1     |
| 11.     | Luksemburg        | 0  | 0  | 1  | 1     |